# Leoni al sole
Leoni al sole és una pel·lícula italiana del 1961 escrita, dirigida i protagonitzada per Vittorio Caprioli, en el seu debut darrere de la càmera.

## Argument
Positano. Un grup de donjuans madurs intenta, sense massa èxit, atreure les joves turistes estrangeres.
Al final de la temporada d’estiu, amb el despoblament de les platges, tothom torna a la seva vida, la seva mandra i les seves esperances frustrades.

## Repartiment
- Vittorio Caprioli - Giugiú
- Franca Valeri - Giulia
- Philippe Leroy - Mimí
- Serena Vergano - Serena
- Carlo Giuffrè - Zazà
- Enzo Cannavale - el comissionat
- Anna Campori
- Evi Marandi
- Luciana Gilli
- Mia Genberg
- Pia Genberg

## Producció
La pel·lícula està inspirada en part en la novel·la Ferito a morte de Raffaele La Capria, el títol del qual inicialment hauria d'haver estat "Leoni di giugno", on el terme "lleons" té el significat aproximat de "vitelloni".
Produïda per Antonio Cervi i Alessandro Jacovoni, la pel·lícula es va rodar entre la primavera i l'estiu de 1961; els interiors es van rodar als estudis Intercine de Grottaferrata. La pel·lícula es va estrenar als cinemes el 23 de desembre de 1961.
La pel·lícula, després d’haver passat gairebé desapercebuda al seu moment, es va tornar a presentar al 65a Mostra Internacional de Cinema de Venècia, en la retrospectiva Il cinema italiano ritrovato, en una còpia reeditada i restaurada editada per la Cineteca Nazionale de Roma.

## Crítica
La pel·lícula és una clara transposició del que era el lloc comú del comportament del mascle llatí durant els mesos d'estiu dirigit a conquestes femenines, ja que se suposava que durant l'estiu el sexe més feble estava més obert a l'aventura.

## Reconeixement
La pel·lícula va ser seleccionada entre les 100 film italiani da salvare.

## Banda sonora
La banda sonora està composta per Fiorenzo Carpi, la cançó Giochi d'ombre és cantada per Mina.

## Refearències
1. ↑  Roberto Chiti; Roberto Poppi; Enrico Lancia; Mario Pecorari Dizionario del cinema italiano. I film.  Gremese Editore, 1992, 1991. ISBN 8876055932.
2. ↑  Gabriella D'Ina e Giuseppe Zaccaria (a cura di), Caro Bompiani: lettere con l'editore, Milano: Bompiani, 1988, p. 398
3. ↑  Simone Pinchiorri «Mostra di Venezia 2008: "Questi Fantasmi: Cinema Italiano Ritrovato (1946 – 1975)"». CinemaItaliano, 28-07-2008 [Consulta: 18 abril 2013].
4. ↑   {{{títol}}}.
5. ↑  Massimo Bertarelli, Il cinema italiano in 100 film: i 100 film da salvare, Gremese Editore, 2004, ISBN 88-8440-340-5.
6. ↑  Massimo Borriello «Cento film e un'Italia da non dimenticare». Movieplayer, 04-03-2008 [Consulta: 19 abril 2013].
7. ↑   «Ecco i cento film italiani da salvare». Corriere della Sera, 28-02-2008 [Consulta: 19 abril 2013].